# Estación de Peña Rubia
Peña Rubia (Peñarrubia según la nomenclatura de Renfe) es una estación de ferrocarril situada en el municipio español de Langreo, en el Principado de Asturias. Es la estación más próxima a la localidad de Riaño. Forma parte de la línea C-2 de Cercanías Asturias.

## Situación ferroviaria
La estación se encuentra situada en el punto kilométrico 13,547 de la línea férrea de ancho ibérico que une Soto de Rey con El Entrego a 196 metros de altitud. El tramo es de vía única y está electrificado.

## Historia
La estación fue abierta al tráfico el 1 de julio de 1894 con la apertura de la línea Soto de Rey-Ciaño. Este ferrocarril de clara vocación minera fue construido por Norte aunque la concesión inicial la obtuvo el Conde Sizzo-Noris en 1888. Norte explotó el trazado hasta su desaparición en 1941 con la nacionalización del ferrocarril en España y la creación de RENFE. 
Desde el 31 de diciembre de 2004 Renfe Operadora explota la línea mientras que Adif es la titular de las instalaciones ferroviarias.

## Servicios ferroviarios

### Cercanías
Forma parte de la C-2 de Cercanías Asturias. La frecuencia habitual de trenes es de un tren cada 60 minutos.
| procedencia/destino | < estación    | Línea | estación > | destino/procedencia |
| ------------------- | ------------- | ----- | ---------- | ------------------- |
| Llamaquique         | Tudela-Veguín |       | Barros     | El Entrego          |